# Ruviano
Ruviano ist eine italienische Gemeinde (comune) mit 1690 Einwohnern (Stand 31. Dezember 2023) in der Provinz Caserta in Kampanien. Die Gemeinde liegt etwa 18 Kilometer nordnordöstlich von Caserta und grenzt unmittelbar an die Provinz Benevento.

## Geschichte
Der Ortsname war früher Rajano, möglicherweise abgeleitet von ara Iani (Altar des Janus).